# Jan Rönnberg
Jan Rönnberg, född 13 februari 1960 i Karis, är en finsk (finlandssvensk) tidigare handbollsspelare. Rönnberg spelade 84 landskamper och gjorde 537 mål för Finlands landslag. Han utsågs till årets finska handbollsspelare sex gånger i rad åren 1979–1984.
Han vann 12 finska mästerskap för BK-46 från hemstaden och gjorde totalt 3 063 mål i den högsta finska handbollsligan, ett rekord som höll sig ändå till 2022 då det det slogs av Teemu Tamminen.
När Rönnberg avslutade handbollskarriären år 1998 pensionerade BK–46 hans tröjnummer genom att hissa upp tröja nummer 2 under taket.
År 2020 rankades Rönnberg som nummer 39 på Svenska Yles lista över Svenskfinlands 50 största idrottshjältar genom tiderna.